# Arkham Horror
Arkham Horror es un juego de mesa diseñado por Richard Launius, publicado originalmente en 1987 por Chaosium y revisado recientemente por Fantasy Flight Games en 2007 (en España por Edge Entertainment). 
En ambas ediciones, los jugadores adoptan el papel de investigadores en la ciudad ficticia de Arkham, ubicada en Massachusetts por H.P. Lovecraft en sus relatos. En el transcurso del juego, estos se enfrentan a la aparición de monstruos y la apertura de "portales" a mundos extraños. 
El objetivo del juego consiste en, evitando o luchando con estas criaturas e introduciéndose en los portales para explorarlos y poder cerrarlos, evitar la aparición de un poderoso ser alienígena que destruya la ciudad y el mundo.
La edición de 1987 ganó el premio Origins al mejor juego de tablero de fantasía o ciencia ficción.